# NWA United States Heavyweight Championship (Hawaii version)
L'NWA United States Heavyweight Championship (Hawaii version) è stato un titolo di wrestling promosso dalla Mid-Pacific Promotions, affiliata della National Wrestling Alliance (NWA) attiva nella zona delle Hawaii.
Il titolo fu attivo dal 1962 al 1968, quando fu ritirato e sostituito nel territorio dalla versione locale del NWA North American Heavyweight Championship.

## Storia
Il titolo fa parte di una serie di riconoscimenti con lo stesso nome promossi dai territori della NWA. Quando Nick Bockwinkel arrivò nel territorio delle Hawaii fu riconosciuto a tavolino come detentore di un generico titolo statunitense, dando vita alla versione del titolo in questo territorio. 
Il titolo rimase attivo fino al 1968, quando l'allora campione Jim Hady smise di promuovere il titolo e fu riconosciuto come detentore della versione locale del NWA North American Heavyweight Championship. 

## Albo d'oro
| Legenda  |                                                                               |
| -------- | ----------------------------------------------------------------------------- |
| #        | Indica il numero del regno titolato                                           |
| Regno    | Viene indicato il numero del regno del campione                               |
| Data     | La data in cui il titolo è stato vinto                                        |
| Località | Indica il luogo in cui il titolo è stato vinto                                |
| Note     | Indica notizie particolari riguardanti i cambi di titolo o altre informazioni |

| #  | Campione             | Regno | Data              | Giorni | Località         | Evento     | Note | Fonti |
| -- | -------------------- | ----- | ----------------- | ------ | ---------------- | ---------- | --- | ----- |
| 1  | Nick Bockwinkel      | 1     | marzo 1962        | --     | --               | --         | Bockwinkel fu riconosciuto come detentore della nuova versione del titolo al suo arrivo nel territorio.                                                                                                   |       |
| 2  | Curtis Iaukea        | 1     | 6 giugno 1962     | 168    | Honolulu, Hawaii | House show | |       |
| 3  | Billy White Wolf     | 1     | 21 novembre 1962  | 21     | Honolulu, Hawaii | House show | |       |
| 4  | Curtis Iaukea        | 2     | 12 dicembre 1962  | 215    | Honolulu, Hawaii | House show | |       |
| 5  | Dan Manoukian        | 1     | 15 luglio 1963    | 114    | Honolulu, Hawaii | House show | |       |
| 6  | Curtis Iaukea        | 3     | 6 novembre 1963   | 402    | Honolulu, Hawaii | House show | Il 24 giugno 1964 Luther Lindsay sconfisse Iaukea per decisione dell'arbitro dopo un incontro terminato per pareggio, ma cambio di titolo fu dichiarato non valido e la cintura fu riconsegnata a Iaukea. |       |
| 7  | Enrique Torres       | 1     | 12 dicembre 1964  | 74     | Honolulu, Hawaii | House show | |       |
| 8  | Hard Boiled Haggerty | 1     | 24 febbraio 1965  | 203    | Honolulu, Hawaii | House show | |       |
| 9  | Curtis Iaukea        | 4     | 15 settembre 1965 | 49     | Honolulu, Hawaii | House show | |       |
| 10 | Killer Kowalski      | 1     | 3 novembre 1965   | 63     | Honolulu, Hawaii | House show | |       |
| 11 | NIck Kozak           | 1     | 5 gennaio 1966    | 28     | Honolulu, Hawaii | House show | |       |
| 12 | Johnny Barend        | 1     | 2 febbraio 1966   | 392    | Honolulu, Hawaii | House show | |       |
| 13 | Curtis Iaukea        | 5     | 1 marzo 1967      | 299    | Honolulu, Hawaii | House show | |       |
| 14 | Johnny Barend        | 2     | 25 dicembre 1967  | 121    | Honolulu, Hawaii | House show | |       |
| 15 | Jim Hady             | 1     | 24 aprile 1968    | 21     | Honolulu, Hawaii | House show | |       |
| 16 | Ray Stevens          | 1     | 15 maggio 1968    | 68     | Honolulu, Hawaii | House show | |       |
| 17 | Jim Hady             | 2     | 12 giugno 1968    | --     | Honolulu, Hawaii | House show | |       |
| —  | Disattivato          | —     | 1968              | —      | —                | —          | Hady smise di essere promosso come campione, venendo riconosciuto come detentore della versione locale del NWA North American Heavyweight Championship.                                                   |       |